# Халеакала
Халеакала е вулкан намиращ се на хавайския остров Мауи.
Кратерът е резултат от многото изригвания на вулкана и хилядолетната ерозионна дейност на вятъра и дъжда, те са причина за днешната заравненост на върха и за огромните размери на кратера – дълбочина 800 м, обиколка на ръба 34 км. На територията на кратера може да се побере о. Манхатън (Ню Йорк, САЩ).
Халеакала изригнал за последен път през 1790 г. Категоризиран е като спящ вулкан. С голямата си дълбочина и ширина, и с височината си от 3055 м над морското ниво, той се смята за най-големия спящ вулкан в света.
В кратера на вулкана има огромни скални блокове, конуси шлака, високи до 300 м, дебели пластове пепел, късове вкаменена лава с различни размери – от големината на ръчна граната до големината на лека кола.

Някога дивата хавайска гъска се срещала често на Мауи, но била унищожена от плъховете и мангустите, пренесени на острова от отбиващите се там посетители. През 1960-те години в района на кратера донесли двойка от тези птици. Те започнали да се размножават, броят им постепенно се увеличава.